# Enheduanna
Enheduanna (Sumer: 𒂗𒃶𒌌𒀭𒈾 cũng được phiên âm là Enheduana, En-hedu-ana, hoặc biến thể; sống khoảng thế kỷ 23 TCN), là nhà thơ, nữ tu sĩ ở Lưỡng Hà cổ đại và là tác giả đầu tiên trong lịch sử có danh tính được ghi chép lại. Bà là con gái của Sargon, người sáng lập Đế quốc Akkad, và giữ tước vị Đại tư tế của nữ thần chiến tranh, sắc đẹp và tình yêu Inanna (Ishtar) và thần mặt trăng Nanna (Sīn) tại thành Ur thuộc Sumer.
Enheduanna là tác giả đầu tiên được ghi nhận trong lịch sử thế giới. Bà đã đóng góp vào nền văn học Sumer những bài ngâm vịnh và tụng ca đền thờ ca tụng nữ thần Inanna. Bên cạnh đó, nhiều tác phẩm ở các thời đại sau này cũng đựoc ghi tên Enheduanna, mặc dù không thật sự do bà sáng tác.
Bà là người phụ nữ đầu tiên từng giữ tước vị EN, có nghĩa là "tư tế tối cao", một vị trí có vai trò chính trị quan trọng thường do các phụ nữ hoàng tộc đảm nhiệm. Enheduanna được vua Sargon bổ nhiệm vào vị trí này như một động thái chính trị nhằm củng cố quyền lực ở phía nam đế quốc.
Bà giữ chức vụ Đại tư tế cho đến thời anh trai bà là Rimush thì bị trục xuất khỏi đền thờ do liên quan đến các âm mưu chính trị, tuy nhiên, sau này bà đã được phục hồi tước vị dưới thời cháu trai là vua Naram-Sin. Tác phẩm 'nin me šara' ('Ca tụng Inanna') đề cập đến việc bà bị đuổi khỏi Ur và cuối cùng được phép quay trở lại. Sau khi chết, Enheduanna tiếp tục được tưởng nhớ như một nhân vật quan trọng, thậm chí có thể đạt được tới địa vị bán thần trong văn hóa Sumer.

## Lịch sử nghiên cứu
Năm 1927, nhà khảo cổ học người Anh, Sir Leonard Woolley, đã phát hiện ra tấm đĩa canxit có hình ảnh Enheduanna trong cuộc khai quật ở Ur. Woolley cũng tìm thấy khu phức hợp đền thờ nơi các nữ tu sĩ được chôn cất. Woolley nhắc vắn tắt đến Enhuduanna trong cuốn "Những cuộc khai quật ở Ur", nhưng tầm quan trọng của Enheduanna thường không được công nhận cho đến khi Adam Falkenstein xuất bản cuốn "Enhedu'anna, Con gái của Sargon xứ Akkad", bài báo học thuật đầu tiên về Enheduanna, vào năm 1958, tiếp theo là các bản dịch và thảo luận các tác phẩm của Enheduanna do Hallo và Van Dijk xuất bản năm 1968.

### Bằng chứng khảo cổ
Các chi tiết về Enheduanna được tìm thấy từ các nguồn khảo cổ và văn bản. Hai con dấu có tên bà, thuộc về những người hầu cận và có niên đại từ thời Sargon, đã được khai quật tại Nghĩa trang Hoàng gia ở Ur. Ngoài ra, một tấm đĩa điêu khắc thạch cao có tên và hình ảnh của bà được tìm ra tại Giparu, Ur, nơi cư trú chính của Enheduanna. Bức tượng được tìm thấy tại tầng khai quật Isin-Larsa (k. 2000–1800 TCN) của Giparu, cùng với bức tượng nữ tư tế Enannatumma.
Các bản sao tác phẩm của Enheduanna, nhiều bản có niên đại hàng trăm năm sau khi bà qua đời, được khắc và lưu trữ ở Nippur, Ur và có thể là Lagash cùng với các bản khắc chữ Hoàng gia, cho thấy chúng rất quý giá, có thể tương đương với bản khắc chữ của các vị vua (Westenholz 1989: 540).

## Tác phẩm
Enheduanna đã sáng tác 42 bài thánh ca cho các ngôi đền trên khắp Sumer và Akkad bao gồm Eridu, Sippar và Eshnunna. Các văn bản được phục hồi từ 37 phiến đất sét từ Ur và Nippur, hầu hết trong số đó có từ thời kỳ Ur III và Cổ Babylon (Sjöberg và Bergman 1969: 6–7). Bộ thánh ca này thường được gọi là 'Tụng ca đền thờ Sumer'. Đây là những sáng tác đầu tiên của loại hình này; trong đó Enheduanna tuyên bố: "Thưa nhà vua, một thứ chưa từng có trước đây đã được tạo ra." Việc sao chép các bài tụng ca cho thấy những sáng tác này được coi trọng và lưu truyền cho đến rất lâu sau thời đại của Enheduanna.
Tác phẩm nổi tiếng khác của bà là 'Ca tụng Inanna'  hay 'Nin-Me-Sar-Ra' , thể hiện sự tôn sùng nữ thần Inanna và kể lại chi tiết việc Enheduanna bị trục xuất khỏi Ur theo ngôi thứ nhất. Những bài thơ của Enheduanna đã đóng vai trò quan trọng trong việc củng cố sự đồng nhất giữa Inanna trong văn hóa Sumer và nữ thần Ishtar của người Akkad.
Công việc sáng tác của Enheduanna đã đặt ra câu hỏi về tỷ lệ nữ giới được học tập ở Lưỡng Hà cổ đại; Ngoài Enheduanna, những người phụ nữ hoàng tộc khác có thể cũng sáng tác thơ ca, và theo truyền thuyết nữ thần Nindaba có vai trò là một người ghi chép. Leick chỉ ra "ở một mức độ nào đó, những mô tả về các nữ thần Lưỡng Hà cũng cho thấy quan điểm về phụ nữ và vai trò của họ trong xã hội cổ đại."

### Danh sách các tác phẩm
- Nin-me-šara, "Ca tụng Inanna", 153 dòng, lần đầu tiên được biên tập và dịch bởi Hallo và van Dijk (1968),[17] sau này là Annette Zgoll (1997) bằng tiếng Đức. 65 dòng đầu tiên nói về nữ thần và các công tích của bà, so sánh bà với vị thần tối cao An. Sau đó, Enheduana bằng ngôi thứ nhất đã bày tỏ nỗi bất hạnh của mình khi bị trục xuất khỏi đền thờ và các thành phố Ur và Uruk. Enheduana cầu xin sự can thiệp từ thần Nanna. Các dòng 122–135 liệt kê các quyền năng của Inanna.
- In-nin ša-gur-ra, 274 dòng (không đầy đủ), biên tập bởi Sjöberg (1976) từ 29 mảnh ghép.
- In-nin me-huš-a, "Inanna và Ebih", được dịch lần đầu bởi Limet (1969)
- Tụng ca đền thờ, được biên tập bởi Sjöberg và Bergmann (1969): 42 bài thánh ca có độ dài khác nhau, dành cho các ngôi đền.
- Tụng ca Nanna, biên tập bởi Westenholz

## Di sản

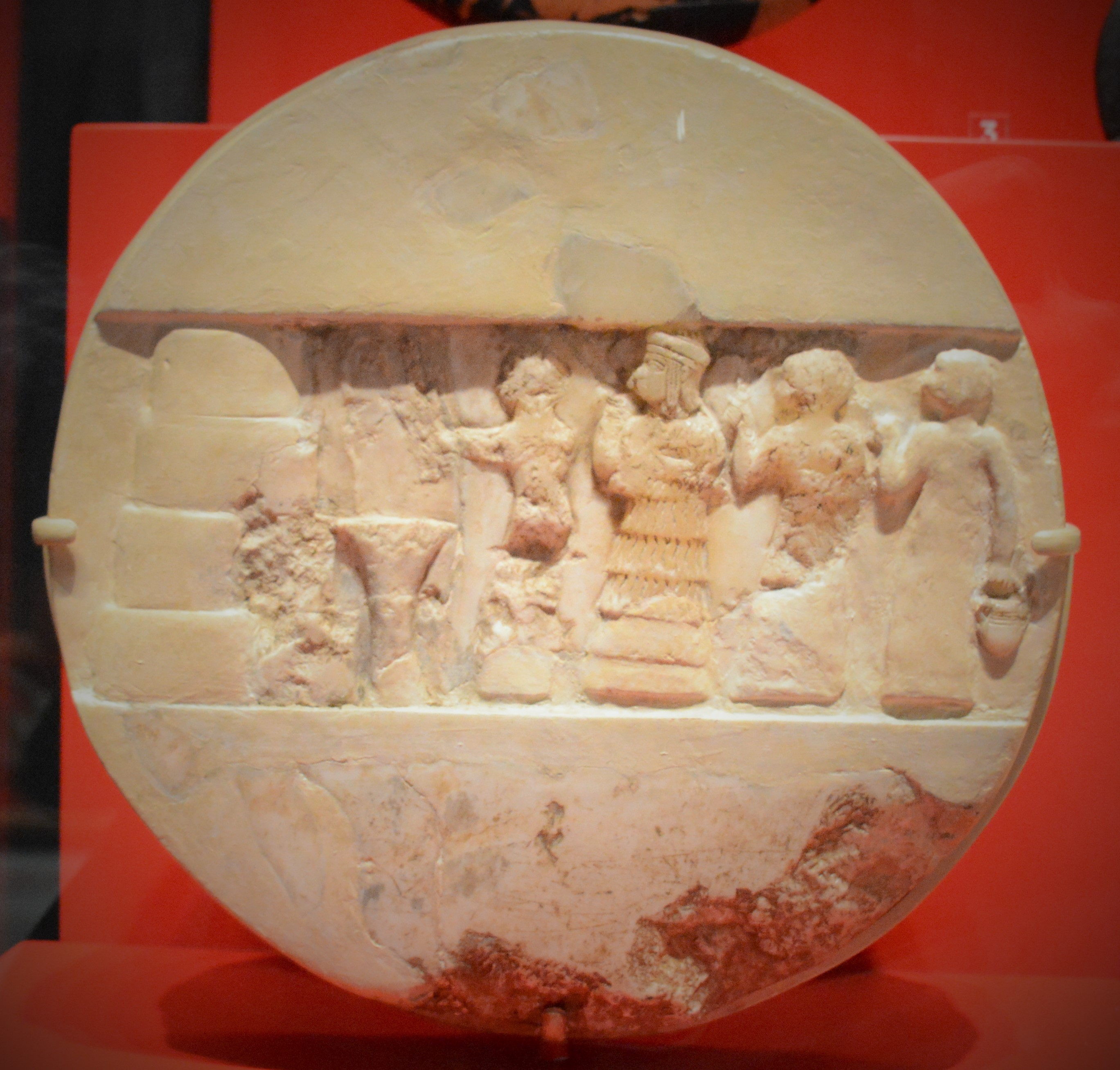
Phù điêu cổ của người Sumer khắc họa Enheduanna (thứ ba từ phải sang).

Ban đầu, các nghiên cứu về Enheduanna chỉ giới hạn trong giới học giả Cận Đông. Đến năm 1976, nhà nhân chủng học người Mỹ Marta Weigle tham dự một bài giảng của Cyrus H. Gordon và biết đến bà. Weigle đã giới thiệu Enheduanna với các học giả nữ quyền bằng tiểu luận đăng trên tạp chí Frontiers: A Journal of Women Studies với tiêu đề "Phụ nữ với tư cách là nghệ sĩ ngôn từ: Tìm lại các chị em của Enheduanna," nhắc đến bà như là "tác giả đầu tiên được biết đến trong văn học (viết) thế giới." Năm 1980, Aliki và Willis Barnstone xuất bản bản dịch "Ninmessara" ở dạng dễ tiếp cận hơn (phi học thuật) trong tuyển tập A Book of Women Poets from Antiquity to Now (Tạm dịch: Tập thơ của các tác giả nữ từ xưa đến nay).
Năm 1983, Diane Wolkstein và Samuel Noah Kramer đã đưa bản dịch tiếng Anh một số bài thơ của Enheduanna vào trong cuốn sách Inanna: Queen of Heaven and Earth (Tạm dịch: Inanna, Nữ chúa của Trời và Đất), một tập hợp các bài thơ cổ của người Sumer về nữ thần Inanna. Bản dịch của Wolkstein trở thành bản dịch tiêu chuẩn và được sử dụng trong nhiều ấn phẩm khác. Nhà nghiên cứu Betty De Shong Meador năm 2001 đã dịch các tác phẩm của Enheduanna và viết hai cuốn sách về chủ đề này: Inanna: Lady of Largest Heart (Tạm dịch: Inanna: Nữ thần bao dung) và Princess, Priestess, Poet: The Sumer Temple Hymns of Enheduanna (Tạm dịch: Công chúa, Tu sĩ, Nhà thơ: Tụng ca đền thờ Sumer của Enheduanna).
Không chỉ là nhà thơ được biết đến sớm nhất trong lịch sử thế giới, mà còn là một trong những phụ nữ đầu tiên được ghi nhận trong lịch sử, Enheduanna đã nhận được sự chú ý đáng kể trong chủ nghĩa nữ quyền. Để kỷ niệm Ngày Quốc tế Phụ nữ năm 2014, Hội đồng Anh đã tổ chức một sự kiện trước Liên hoan Văn học Quốc tế Niniti ở Erbil, Iraq, nơi "nhà văn và người từng tham gia NINITI Rachel Holmes [đã] tổ chức một buổi nói chuyện TED nhìn lại 5000 năm nữ quyền, từ nhà thơ lớn người Sumer Enheduanna, đến các nhà văn đương thời [tham dự] lễ hội". Vào năm 2017, Giáo sư Lịch sử Cận Đông Cổ đại của London và Oxford, Eleanor Robson đã mô tả Enheduanna là "một nhân vật thỏa mãn mọi giấc mơ ... một hình ảnh hấp dẫn kỳ diệu".
Enheduanna cũng đã được các học giả như Roberta Binkley công nhận là một trong những nhà tu từ luận đầu tiên. Những đóng góp của bà bao gồm việc chú ý vào quá trình sáng tác cũng như những tiếng gọi cảm xúc, đạo đức và logic trong bài thơ "Ca tụng Inanna". Các thủ pháp tu từ như vậy đã được xây dựng từ gần 2.000 năm trước thời kỳ Hy Lạp cổ điển. Binkley cho rằng, trong khi Enheduanna đã tạo ra "những sáng tác phức tạp về mặt tu từ học" trước người Hy Lạp cổ đại hàng thiên niên kỷ, tác phẩm của bà ít được biết đến trong tu từ luận do giới tính và vị trí địa lý.
Enheduanna là chủ đề của tập "The Immortals" của loạt phim truyền hình khoa học Cosmos: A Spacetime Odyssey, được lồng tiếng bởi Christiane Amanpour. Enheduanna cũng xuất hiện trong một tập Spirits Podcast năm 2018 về nữ thần Inanna.
Năm 2015, Liên đoàn Thiên văn Quốc tế đã đặt tên cho một miệng núi lửa trên Sao Thủy theo tên Enheduanna.

## Dẫn nguồn
1. ↑  Reallexikon der Assyriologie,v. 2, B–E, 1938, p. 373
2. ↑  "En HeduAnna (EnHedu'Anna) philosopher of Iraq – 2354 BCE". Women-philosophers dot com. Bản gốc lưu trữ ngày 9 tháng 2 năm 2013.[nguồn không đáng tin?] "En" means high priest; With reference to Nanna, the Moon God, the title "heduana" is a poetic epithet the Moon ("adornment of the sky")
3. ↑  Binkley, Roberta (1998). "Biography of Enheduanna, Priestess of Inanna". University of Pennsylvania Museum. Bản gốc lưu trữ ngày 12 tháng 12 năm 2009. Truy cập ngày 19 tháng 9 năm 2005.[nguồn không đáng tin?] "ca. 2285–2250 B.C.E."
4. ↑  Gods, Demons, and Symbols of Ancient Mesopotamia: An Illustrated Dictionary by Jeremy Black and Anthony Green (1992, ISBN 0-292-70794-0), p. 134 (entry "Nanna-Suen").
5. ↑  Binkley, 2004, p. 47
6. ↑  Hallo and Van Dijk 1968 p. 3.
7. ↑  J Renger 1967: "Untersuchungen zum Priestertum in der altbabylonischen Zeit", Zeitschrift für Assyriologie und vorderasiatische Archäologie. Vol. 58. p. 118.
8. ↑  Elisabeth Meier Tetlow (2004). Women, Crime, and Punishment in Ancient Law and Society: The ancient Near East. Continuum International Publishing Group. ISBN 978-0-8264-1628-5. Truy cập ngày 29 tháng 7 năm 2011.
9. ↑  Michael Roaf (1992). Mesopotamia and the ancient Near East. Stonehenge Press. ISBN 978-0-86706-681-4. Truy cập ngày 29 tháng 7 năm 2011.
10. 1 2  Franke, p. 831
11. ↑  ETCSL translation: t.4.07.2
12. ↑  Hallo and Van Dijk 1968 p. 5
13. ↑  Mark, Joshua J. "Enheduanna", Ancient History Encyclopedia, March 24, 2014. Retrieved June 25, 2017.
14. 1 2  Woolley, Leonard. Ur Excavations II: The royal cemetery: a report on the pre-dynastic and Sargonid graves excavated between 1926 and 1931". For the Trustees of the two Museums by the Oxford University Press, Oxford, 1934 p.312, 334–335 & 358.
15. ↑  Woolley, C.L., Excavations at Ur, p.115.
16. ↑  Falkenstein, A., "Enhedu'anna, Die Tochter Sargons von Akkade," Revue d'Assyriologie et d'archéologie orientale, Vol. 52, No. 2 (1958), pp. 129–131 (in German). JSTOR link. Retrieved 25 June 2017.
17. 1 2 3  Hallo, William W. and Van Dijk, J.J.A., The Exaltation of Inanna, Yale University Press (1968).
18. ↑  Gadd, C. J., et al., Ur Excavations Texts I – Royal Inscriptions," Trustees of the British Museum and of the Museum of the University of Pennsylvania, London, 1928
19. ↑  "CDLI-Found Texts". cdli.ucla.edu.
20. ↑  "CDLI-Archival View". cdli.ucla.edu.
21. ↑  Weadock, P. 1975, "The Giparu at Ur," Iraq 37 (2), pp. 101–128.
22. ↑  Sjoberg, A. W. and Bergman, S.J 1969 'The Collection of Sumerian Temple Hymns' J.J Augustin Publisher, New York p.5
23. ↑  (ETCSL translation: t.4.80.1, line 543–544)
24. ↑  Angelfire description
25. ↑  Collins, Paul (1994), Papers of from the Institute of Archaeology, quyển 5, UCL, tr. 110–111
26. ↑  Leick, Gwendolyn. "Sex and Eroticism in Mesopotamian Literature" Routledge, London, 1994 pp. 112 & 116
27. ↑  Leick, Gwendolyn. "Sex and Eroticism in Mesopotamian Literature" Routledge, London, 1994 p. 65
28. ↑  Weigle, Marta (Autumn 1978). "Women as Verbal Artists: Reclaiming the Sisters of Enheduanna". Frontiers: A Journal of Women Studies. Quyển 3 số 3. tr. 1–9. doi:10.2307/3346320. JSTOR 3346320.
29. ↑  Enheduanna Research Bibliography (2001). Accessed 25 June 2017.
30. ↑  Wolkstein, Diane and Samuel Noah Kramer. Inanna: Queen of Heaven and Earth: Her Stories and Hymns from Sumer. Harper & Row, NY 1983.
31. ↑  De Shong Meador, 2001
32. ↑  De Shong Meador, 2009
33. ↑  British Council Literature 'Poem for International Women's Day & NINITI International Festival of women writers in Iraq' "Bản sao đã lưu trữ". Bản gốc lưu trữ ngày 15 tháng 9 năm 2015. Truy cập ngày 5 tháng 9 năm 2021.
34. ↑  "Lines of Resistance". BBC. Truy cập ngày 22 tháng 10 năm 2017. Interview of Eleanor Robson by Writer and poet Bridget Minamore
35. ↑  Binkley, 2004, pp. 47-49
36. ↑  Binkley, 2004, p. 49
37. ↑  Binkley, 2004, pp. 58-59
38. ↑  Spirits Podcast, 2018.
39. ↑  Mercury Crater-naming Contest Winners Announced, IAU, press release, April 2015. The crater will appear in the IAU's Mercury gazetteer in due course.